# Домовёнок Кузя (фильм)
«Домовёнок Кузя» — российский фильм 2024 года продюсеров Capикa и Гeвoндa Aндpeaсянoв, экранизация сказочных повестей Татьяны Александровой. Заглавный герой в нём создан аниматорами, других персонажей сыграли Екатерина Стулова, Марк Богатырёв, София Петрова и Евгения Малахова.

## Сюжет
Литературной основой сценария стали сказочные повести Татьяны Александровой. Домовёнок Кузя сбегает от Бабы-Яги и оказывается в квартире, где живёт девочка Наташа. Теперь ему нужно найти сундучок, исполняющий желания, чтобы вернуться в свой волшебный мир. Помогает Кузе его друг Нафаня, а мешает Баба-Яга.

## В ролях
- Сергей Бурунов — домовёнок Кузя (озвучивание)
- Гарик Харламов — Нафаня (озвучивание)
- Алика Смехова — Баба-яга
- София Петрова — Наташа
- Марк Богатырёв — Андрей, папа Наташи
- Екатерина Стулова — Баба-яга в молодом облике
- Евгения Малахова — мама Наташи
- Олег Комаров — инспектор ГИБДД
- Алексей Гаврилов — Орлов, инспектор ГИБДД

## Производство и премьера
Работа над фильмом началась в 2023 году. Продюсерами стали Сарик и Гевонд Андреасяны, режиссёром — Виктор Лакисов. Съёмки начались в октябре 2023 года, тогда же стало известно, что персонажи Кузя и Нафаня будут анимированными. Бабу-Ягу сыграли Алика Смехова и Екатерина Стулова.
Премьера картины была запланирована на 18 июля 2024 года, позже её перенесли на 19 декабря 2024 года.

## Продолжение
Ожидается, что продолжение фильма под названием «Домовёнок Кузя 2» выйдет в 2026 году.